# Newport Coast

Lage im Orange County

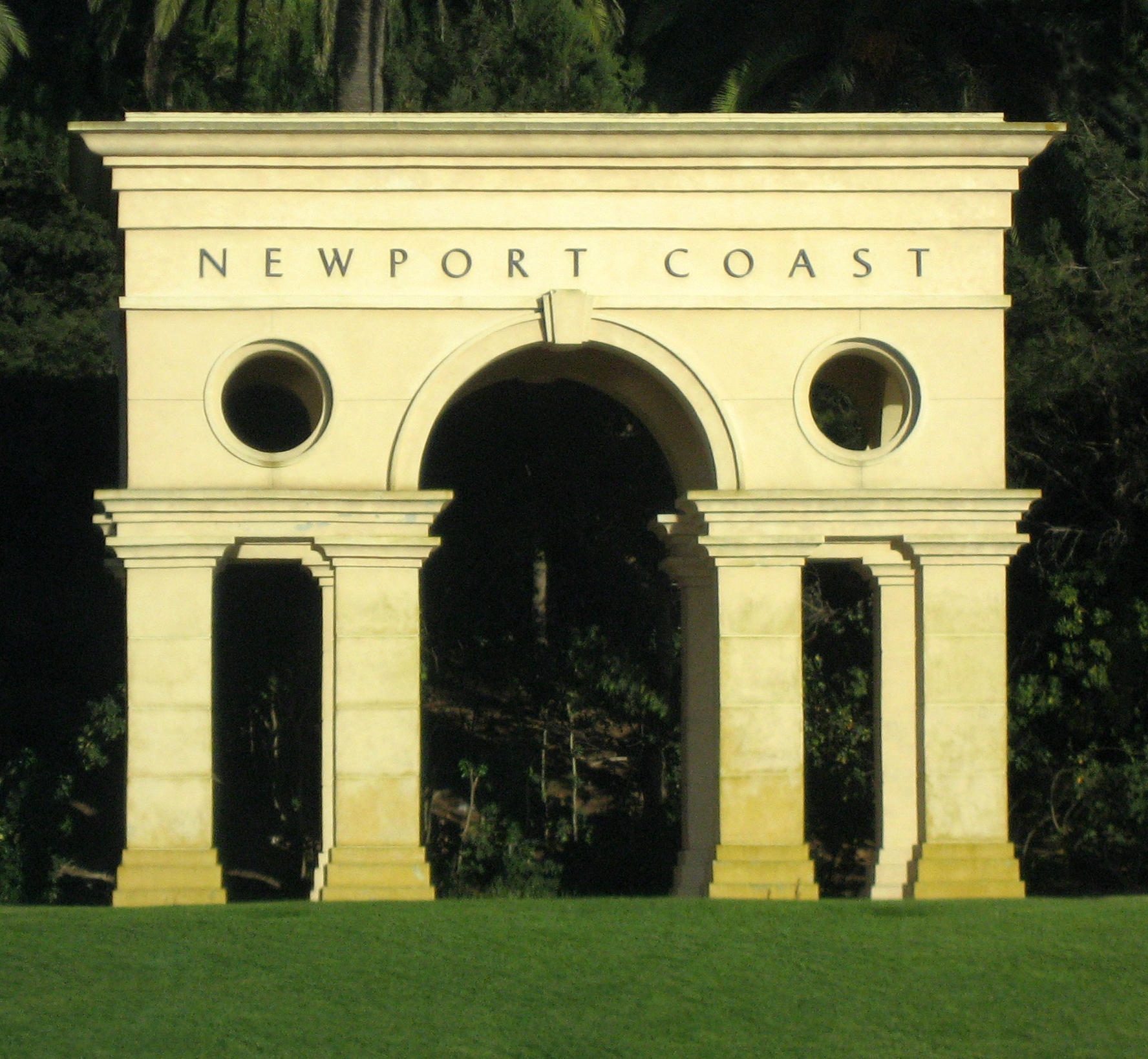
Bogen am Ortseingang

Newport Coast ist ein Stadtteil von Newport Beach im US-Bundesstaat Kalifornien. Er wurde 2002 eingemeindet und hatte zuvor den Status eines zu Statistikzwecken definierten Siedlungsgebiets (Census-designated place) inne.
Newport Coast ist eine seit 1990 entstandene Planstadt. Der Stadtteil ist eine Gated Community, zu den Wohngebieten gelangt man nur durch bewachte Toreinfahrten. Gemessen am durchschnittlichen Haushaltseinkommen von 475.757 US-Dollar ist Newport Coast die wohlhabendste Gemeinde im Orange County.
An der Meeresküste unterhalb des Orts liegt der Crystal Cove State Park. Das Naturschutzgebiet erstreckt sich vom Pazifischen Ozean bis ins hügelige Hinterland. Weite Sandstrände laden zum Wandern, Schwimmen und Sonnenbaden ein.

## Geographie
Newport Coast erstreckt sich auf der dem Pazifischen Ozean zugewandten Seite der San Joaquin Hills. Die Häuser schmiegen sich an die Bergkuppen und verfügen teilweise über Meerblick. Der Ort grenzt im Westen an Corona del Mar, im Norden an San Joaquin Hills und im Süden an Laguna Beach.
Der Stadtteil liegt verkehrsgünstig zwischen zwei Schnellstraßen. Die California State Route 1 (Pacific Coast Highway) verläuft im Süden entlang der Küste und im Norden windet sich California State Route 73 durch die hügelige Landschaft.
Dem United States Census Bureau zufolge verfügt Newport Coast über eine Fläche von 18,7 Quadratkilometern. Davon sind 18,3 Quadratkilometer Landfläche und 0,4 Quadratkilometer Wasserfläche.

## Demografie
Bei der Eingemeindung 2002 lebten in dem Stadtteil etwa 7.000 Einwohner.
Bei der Volkszählung 2000 hatte Newport Coast noch 2.671 Einwohner, die sich auf 1.001 Haushalte und 776 Familien verteilten. Die Bevölkerungsdichte betrug 146,3 Einwohner pro Quadratkilometer. Unter den Einwohnern waren 78,06 % Weiße, 0,26 % Afroamerikaner, 0,15 % indianischer Abstammung, 18,08 % Asiaten und 4,19 % Latinos. Die größten Gruppen nach ethnischer Herkunft im Stadtgebiet waren: Deutsche 320 (12,0 %), Engländer 265 (10,0 %) und Russen 218 (8,2 %).
In 35,7 %  der Haushalte lebten Kinder unter 18 Jahren. Insgesamt waren 24,6 % der Einwohner unter 18 Jahren, 3,8 % zwischen 18 und 24, 31,6 % zwischen 25 und 44, 33,0 % zwischen 45 und 64 und 7,0 % mindestens 65 Jahre und älter. Das Durchschnittsalter betrug exakt 40 Jahre.
Der Median des Einkommens je Haushalt belief sich 2000 auf 164.659 US-Dollar, der Median des Einkommens einer Familie auf 173.043 US-Dollar. Das Pro-Kopf-Einkommen des Stadtteils lag bei 98.770 US-Dollar. Insgesamt 2,8 % der Bevölkerung lebten unterhalb der Armutsgrenze.
Bis 2005 stieg das durchschnittliche Haushaltseinkommen auf 475.757 US-Dollar an.

## Persönlichkeiten

### Söhne und Töchter der Stadt
- Camille Levin (* 1990), Fußballspielerin

### Berühmte Einwohner
In Newport Coast haben sich einige bekannte Persönlichkeiten niedergelassen:
- Kobe Bryant (1978–2020), Basketballspieler der Los Angeles Lakers
- Dean Koontz (* 1945), Schriftsteller
- Henry Nicholas (* 1959), Gründer der Broadcom Corporation